# Coxim AC
Der Coxim Atlético Clube, in der Regel nur kurz Coxim genannt, ist ein Fußballverein aus Coxim im brasilianischen Bundesstaat Mato Grosso do Sul.

## Erfolge
- Staatsmeisterschaft von Mato Grosso do Sul: 2006

## Stadion
Der Verein trägt seine Heimspiele im Estádio André Borges in Coxim aus. Das Stadion hat ein Fassungsvermögen von 3500 Personen.

## Trainerchronik
| Trainer      | Nation    | von  | bis |
| ------------ | --------- | ---- | --- |
| Pedro Caçapa | Brasilien | 2020 |     |